# Іванов Олександр Михайлович
Олександр Михайлович Іванов (нар. 23 листопада 1965, Харків) — радянський та український футболіст, що виступав на позиції півзахисника. По завершенні ігрової кар'єри — футбольний тренер.
Переможець Всесоюзних молодіжних ігор (1982), переможець Спартакіади народів СРСР (1986), володар Кубка СРСР (1988), володар Кубка Фінляндії (1991). Майстер спорту СРСР (1986). Під 40 номером увійшов у 50-ку найкращих гравців харківського «Металіста» за версією football.ua.
Працював у тренерському штабі «Металіста» та «Дніпра» разом з Мироном Маркевичем, також був на тренерській роботу в командах «Арсенал» (Харків) та «Рух» (Винники). У 2017—2018 роках — головний тренер «Металіста 1925».

## Клубна кар'єра
Вихованець СДЮШОР «Металіст» і УФК № 1, перші тренери — В. П. Богданов і Микола Кольцов.
З 1982 по 1991 рік грав у вищій лізі чемпіонату СРСР за «Металіст». У харківській команді в різних турнірах провів 134 матчі, з них 117 — у чемпіонатах СРСР. Володар Кубка СРСР 1988 року, в якому грав в тому числі і у фінальній зустрічі. У сезоні 1988/89 був учасником матчів розіграшу Кубка володарів кубків (4 гри, 165 хвилин на полі).
В 1991 році перейшов в фінський клуб ТПС (Турку), з яким у тому ж році завоював національний кубок, після чого грав за інший клуб з міста Турку «Турун Товеріт».
У 1992 році Іванов повернувся в Україну, де у квітні провів дві гри за столичне «Динамо-2» у першій лізі, після чого перейшов у вищолігове запорізьке «Торпедо», де грав до вересня. З жовтня 1992 по квітень 1993 року грав за першолігову полтавську «Ворсклу», а завершував сезон 1992/93 у клубі «Нива-Борисфен» в перехідній лізі, зайнявши 4 місце, що дозволяло підвищитись у класі. Проте команда «Нива-Борисфен» (Миронівка) залишилась в перехідній лізі, а її місце в другій лізі зайняла нова команда «Борисфен» (Бориспіль), куди ввійшла частина гравців команди «Нива-Борисфен» (Миронівка), в тому числі і Олександр Іванов, який виступав за новоутворений клуб до кінця 1993 року.
У першій половині 1994 року грав за сумський СБТС, після чого перейшов у «Миколаїв», у складі якого 17 жовтня 1994 року провів свій єдиний у сезоні і останній у кар'єрі матч у Вищій лізі України, вийшовши на заміну у грі проти «Кременя» (0:1).
Протягом сезону 1995 року грав у Другій лізі Росії за клуб «Авангард-Кортек» з міста Коломна, але не врятував команду від вильоту в Третю лігу, після чого покинув клуб.
У 1996 році знову недовго пограв за сумський клуб, який змінив назву на «Агротехсервіс», після чого втретє відправився закордон і наступний сезон 1996/97 провів в угорському «Дунаферрі».
Останнім професійним клубом Іванова стала першоолігова ужгородська «Верховина», за яку він зіграв 16 матч у чемпіонаті в другій половині 1997 року.

## Кар'єра в збірній
Залучався до ігор збірної УРСР. Переможець Всесоюзних молодіжних ігор (1982), переможець Спартакіади народів СРСР (1986, у фінальному матчі не грав). У 1986 році завдяки успіху збірної УРСР, усі українські футболісти отримали звання «Майстер спорту СРСР».

## Тренерська кар'єра
З 1998 по 2001 рік працював тренером у харківському «Арсеналі». З 2003 по 2014 рік — на тренерській роботі у харківському «Металісті», також працював заступником директора дитячої академії ФК «Металіст», потім — тренером молодіжної команди. 
2014 року разом з головним тренером харків'ян Мироном Маркевичем перейшов на роботу до ФК «Дніпро», де отримав посаду старшого тренера.
У 2016—2017 роках за погодженням з Мироном Маркевичем працював тренером-консультантом команди «Рух» (Винники).
27 вересня 2017 року став головним тренером команди «Металіст 1925». 2 травня 2018 року подав у відставку, яка наступного дня була задоволена керівництвом харківського клубу.
З 21 червня 2019 року працює старшим тренером клубу «Агробізнес». 6 грудня 2019 року Олександр Іванов увійшов до тренерського штабу одеського «Чорноморця».